# Bukhari
Bukhari (in arabo  ﺍﺑﻮ ﻋﺒﺪ الله ﻣﺤﻤﺪ ﺑﻦ ﺍﺴﻤﺎﻋﻴﻞ ﺑﻦ ﺍﺑﺮﺍﻫﻴﻢ ﺑﻦ ﺍﻟﻤﻐﻴﺮﻩ ﺍﻟﺒﺨﺎﺭﻱ ﺍﻟﺠﻌﻔﻲ ‎?, Abū ʿAbd Allāh Muhammad ibn Ismāʿīl ibn Ibrāhīm ibn al-Mughīra al-Bukhārī al-Juʿfī; Bukhara, 20 luglio 810 – Khartank, 1º settembre 870) fu il più famoso e autorevole tradizionista musulmano.

## Biografia

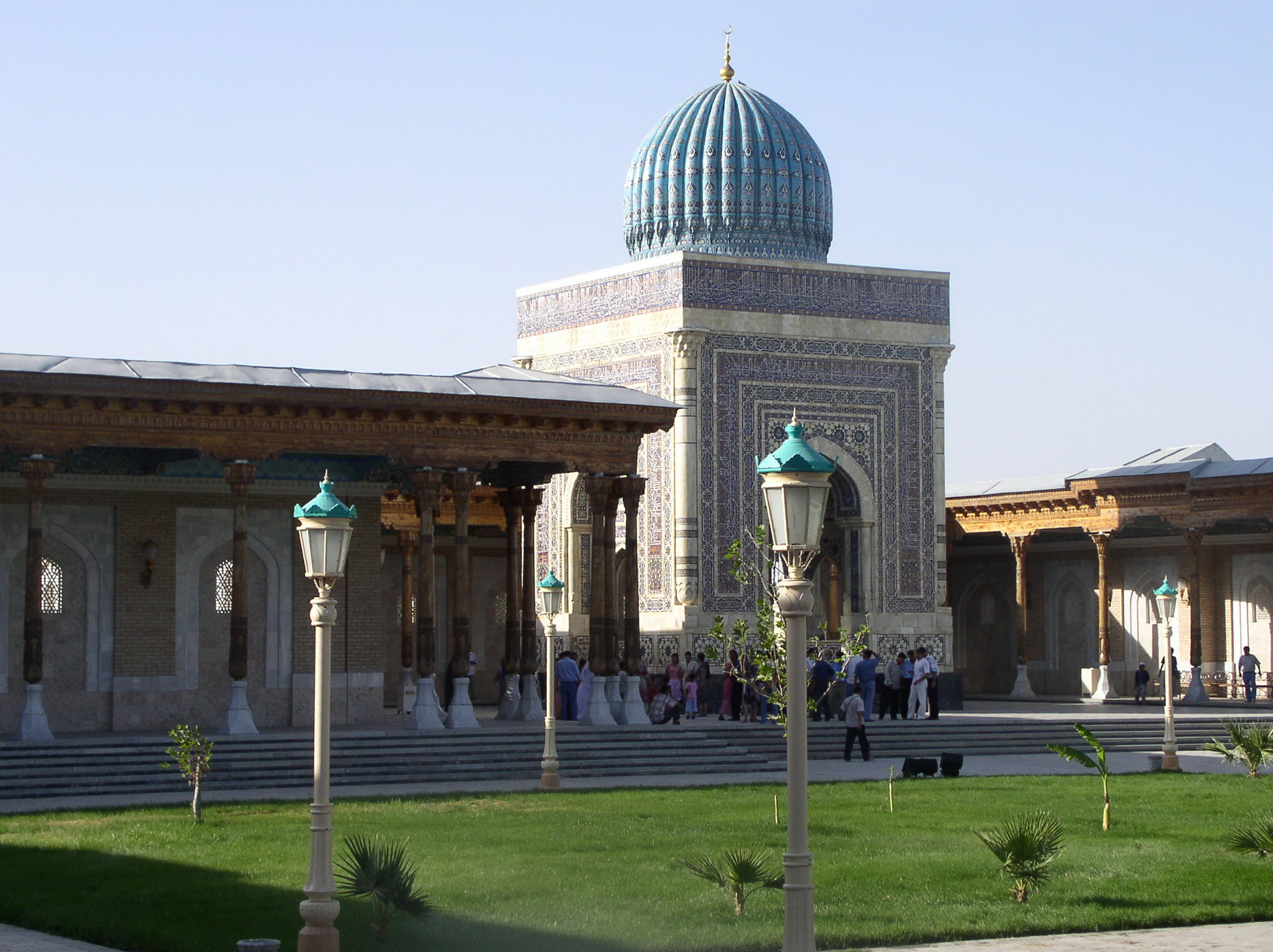
Il mausoleo di Bukhari a Xo'ja Ismoil, in prossimità di Samarcanda, Uzbekistan.

Bukhārī fu un precocissimo studioso di ḥadīth che si dice egli avesse cominciato a studiare fin dall'età di 10 anni.
Al di là del pellegrinaggio islamico adempiuto in età adolescenziale alla Mecca in compagnia della madre e di un fratello, il suo ṭalab al-ʿilm ("ricerca della conoscenza") - il percorso formativo cioè dedicato all'acquisizione delle diverse tradizioni che compongono la Sunna del profeta Maometto, dei suoi Compagni e Seguaci e, in genere, dei musulmani di buona fama e scienza - lo portò tra l'altro a percorrere l'Egitto, il Khorasan, la Transoxiana e la Siria.
Il frutto del suo enorme lavoro fu l'al-Jāmiʿ al-Ṣaḥīḥ ("La sana raccolta", "La raccolta corretta", in arabo الجامع الصحيح‎?), che senza alcun dubbio costituisce une delle più importanti opere religiose islamiche (assieme alle opere del Maghrebino Muslim ibn al-Hajjaj) seconda solo al Corano, ritenuto di origine divina dalla religione islamica.
Il Ṣaḥīḥ ospita un'attenta cernita compiuta tra circa 600.000 tradizioni - tutte considerate sommamente affidabili, tanto da far legge qualora non debbano cedere il passo al prioritario dettato coranico con il quale peraltro sono totalmente consonanti - a loro volta suddivisi in 3.450 bāb (lett. "porta", ma qui nel senso di "capitoli").
È tale l'autorevolezza del loro sistematizzatore che è pressoché impossibile annoverarlo fra i seguaci di questa o quella scuola di giurisprudenza coranica (madhhab).
Tra i suoi esegeti, i più importanti furono senz'altro al-Qastallani (1448-1517) e Ibn Hajar al-'Asqalani (1372-1449), con i loro lavori intitolati Irshād al-sārī fī sharḥ al-Bukhārī ("La guida di chi s'aggira nel buio nel commento di Bukhārī") e Fatḥ al-bārī bi-sharḥ Ṣaḥīḥ al-Bukhārī ("La vittoria del Creatore nel commento al Ṣaḥīḥ di al-Bukhārī"), anche se assai noti sono pure i commenti di Abū Muḥammad Maḥmūd b. Aḥmad al-ʿAynī.
Fu anche l'autore di un'apprezzata Storia (Taʾrīkh), mossa dalla sua volontà di narrare le vite degli uomini che erano ricordati negli Isnad (o "catene di garanti") delle tradizioni da lui prescelte e legittimate.
Morì a Khartank, un villaggio a una decina di chilometri appena da Samarcanda, dov'era stato costretto a vivere in esilio dal governatore dell'importante città della Transoxiana, che pretendeva che Bukhari si recasse nella sua residenza per leggergli parti del suo capolavoro. Alla risposta dello studioso che ciò avrebbe potuto avvenire solo nella moschea o nella sua stessa abitazione, il governatore lo espulse da Samarcanda, obbligandolo a risiedere nell'insignificante villaggio - oggi noto come Khwaja Sahib - dove, appena un mese dopo, egli morì e fu sepolto.

Il suo mausoleo, pressoché totalmente rifatto, è ancor oggi meta di folti gruppi di devoti.